# Amigos de las Fuerzas de Defensa de Israel
Amigos de las Fuerzas de Defensa de Israel (en inglés: Friends of the Israel Defense Forces) (FIDF) (en hebreo: ידידי צה"ל) es una organización no gubernamental establecida en 1981 dedicada a ayudar a los hombres y a las mujeres que sirven en las Fuerzas de Defensa de Israel (FDI), a los veteranos heridos, y a los familias de los soldados caídos. 

## Sede central
La organización cuenta con una sede central en la ciudad de Nueva York, FIDF es una organización sin ánimo de lucro bajo el artículo 501(c)(3), y tiene quince oficinas regionales en los Estados Unidos y en Panamá.

## Programas educativos
Amigos de las Fuerzas de Defensa de Israel apoya y mantiene diversos programas e instalaciones educativas, sociales, culturales y recreativas, en un esfuerzo por aliviar la carga que sufren los soldados de las Fuerzas de Defensa de Israel (FDI) y sus familias, estas personas cuentan con el apoyo de la diáspora judía en todo el Mundo. 

## Proyectos de construcción
Amigos de las Fuerzas de Defensa de Israel construye, restaura y mantiene centros recreativos y deportivos, instalaciones culturales y educativas, sinagogas, salas conmemorativas, auditorios y hogares para soldados en todo Israel. Estas instalaciones, van desde estructuras individuales hasta grandes complejos de bienestar social, y crean un entorno en el que los soldados pueden relajarse, mantenerse en forma, leer libros, ver películas, conmemorar los aniversarios, celebrar los días festivos, y disfrutar de la compañía de otros soldados. 
En el año 2013, catorce instalaciones para los soldados fueron construidas por los Amigos de las Fuerzas de Defensa de Israel, once proyectos adicionales se han estado construyendo desde entonces, y se han diseñado nueve más. En ese mismo año, se inauguró un nuevo hogar para los soldados solitarios en la Tierra de Israel, en concreto en la localidad de Ramat Gan, con una ceremonia especial para marcar la culminación del proyecto valorado en cinco millones de dólares estadounidenses, creado por los Amigos de las Fuerzas de Defensa de Israel, y financiado por la familia Kalimian, de Great Neck, Nueva York.